# Stamsund
Stamsund è un villaggio norvegese del comune di Vestvågøy, situato nell'arcipelago delle isole Lofoten. Ha circa 1 400 abitanti e si trova nei pressi di un'importante area di pesca del merluzzo.